# 리이샹
리이샹(중국어: 李易祥, 한자음: 이역상, 2000년 ~ )은 중화인민공화국의 배우이다. 리창(李强)이라는 이름으로도 알려져 있다.

## 방송
- 신화

## 영화
- 취시뇨착완적 (2012년)
- 수호지 천하호걸 고대수 (2011년)
- 무형살 (2009년)
- 나는 유약진이다 (2008년)
- 채표야풍광 (2007년)
- 계견불녕 (2006년)
- 계견부녕 (2006년)
- 맹정 (2003년) - 송진밍 역
- 텐 미니츠 - 트럼펫 (2002년)